# Stadion Arnošta Košťála
Das Stadion Arnošta Košťála (aufgrund eines Sponsoringvertrags als CFIG Aréna bekannt) ist ein Fußballstadion in der tschechischen Stadt Pardubice (deutsch Pardubitz) in der ostböhmischen Region Pardubický kraj. Die Sportstätte im Stadtzentrum wurde von 2021 bis 2023 auf dem Grund des alten Letní stadion fast komplett neu errichtet und bietet heute 4620 überdachte Sitzplätze. Der Fußballverein FK Pardubice trägt hier seine Heimspiele aus. Direkt am Ufer der Elbe liegt es in direkter Nachbarschaft zur enteria arena. Die Mehrzweckhalle ist die Heimat des Eishockeyclubs HC Pardubice.

## Geschichte
Das ursprüngliche Masarykův všesportovní stadion (deutsch Masaryk-Mehrsportstadion) wurde nach dem Baubeginn im Oktober 1930 am 31. Mai 1931 im Beisein des Namensgebers, Tomáš Garrigue Masaryk, erster Staatspräsident der Tschechoslowakei, eingeweiht. Das Spielfeld umschloss eine 400-Meter-Aschenbahn sowie eine 500-Meter-Radrennbahn aus Beton und bot Platz für 10.000 Besucher. Mehrere Fußballvereine der Stadt waren im Stadion ansässig und spielten über mehrere Jahre in der tschechoslowakischen Fußballmeisterschaft, u. a. der SK Pardubice (1937–1946), Dukla Pardubice (1957–1960) und der VCHZ Pardubice (1968/69). Der SK Pardubice verließ 1959 das Stadion und zwei Jahre später folgte Dukla. In den 1970er Jahren wurde der Radsportbetrieb eingestellt. Über die Jahre verfiel die Anlage. Erst Anfang der 2000er Jahre wurden Bauarbeiten vorgenommen und die beiden Bahnen entfernt. Hinter den Toren wurden je zwei Stahlrohrtribünen aufgebaut. Dem FK Pardubice war das Letní stadion zur Nutzung zu heruntergekommen und spielte im kleineren, aber renovierten Stadion Pod Vinicí mit 3000 Plätzen.
Der FK Pardubice stieg zur Saison 2020/21 in die Fortuna Liga auf und das Stadion musste modernisiert werden. Die denkmalgeschützte Haupttribüne im Westen wurde renoviert und auf der Gegenseite eine in der Mitte geteilte Tribüne sowie hinter den beiden Toren zwei neue Ränge gebaut. Mit den Neubauten wurde das Letní stadion in ein reines Fußballstadion verwandelt und die Zuschauer rückten dichter an das Spielfeld heran. Hinter der Nordtribüne entstand ein Kunstrasenplatz mit Flutlicht und an der Südseite befindet sich eine Parkplatzfläche. Hinter der neuen Tribüne auf der Gegenseite ist ein Teil des alten Rangs erhalten geblieben. Nach dem Umbau erhielt das Stadion den Sponsorennamen CFIG Aréna, nach dem Kreditinstitut CFIG Credit a.s. Im Dezember 2022 wurde beschlossen, dass die Sportanlage den offiziellen Namen Stadion Arnošta Košťála, zu Ehren von Arnošt Košťál (1904–1942), tragen wird. Der Hotelier war erster stellvertretender Vorsitzender des SK Pardubice und Widerstandskämpfer, der 1942 in Pardubice hingerichtet wurde.
Am 1. Februar 2023 wurde die umgebaute Anlage wiedereröffnet. Die Bauarbeiten führte das Wiener Bauunternehmen Porr durch. Das Stadion wurde so konstruiert, dass es bei Bedarf auf 6500 bis 8000 Plätze ausgebaut werden kann. Es ist in die UEFA-Kategorie 3 eingestuft. Die Kosten beliefen sich, inklusive Mehrwertsteuer, auf fast 424 Mio. Tschechische Kronen (rund 17,6 Mio. Euro). Die erste Partie wurde am 4. Februar (18. Spieltag der Fortuna Liga 2022/23) zwischen dem FK Pardubice und Slavia Prag (0:2) im ausverkauften Stadion ausgetragen.

## Tribünen
Insgesamt stehen 4620 überdachte Sitzplätze zur Verfügung.
- Tribüne A: V.I.P.-Tribüne mit Logen (West, Haupttribüne)
- Tribüne B: Nordtribüne (hinter dem Tor, im Sektor B2 finden die treuesten Fans des Clubs ihre Plätze)
- Tribüne C: Osttribüne (Gegentribüne, 2700 Sitzplätze)
- Tribüne D: Südtribüne (hinter dem Tor, die Sektoren D1 und D2 sind für die Gästefans reserviert)

## Galerie

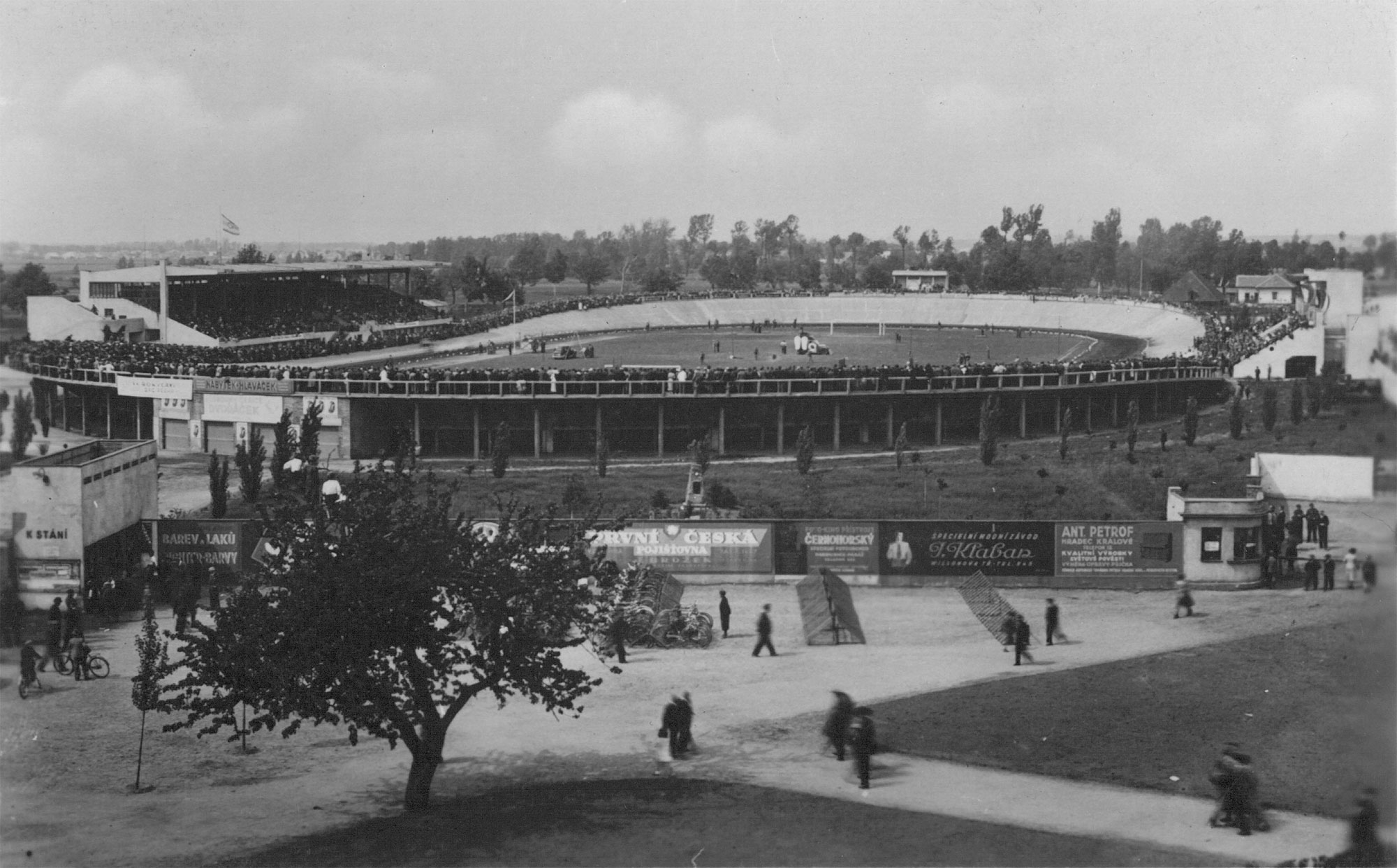
Das Masarykův všesportovní stadion kurz nach der Eröffnung 1931
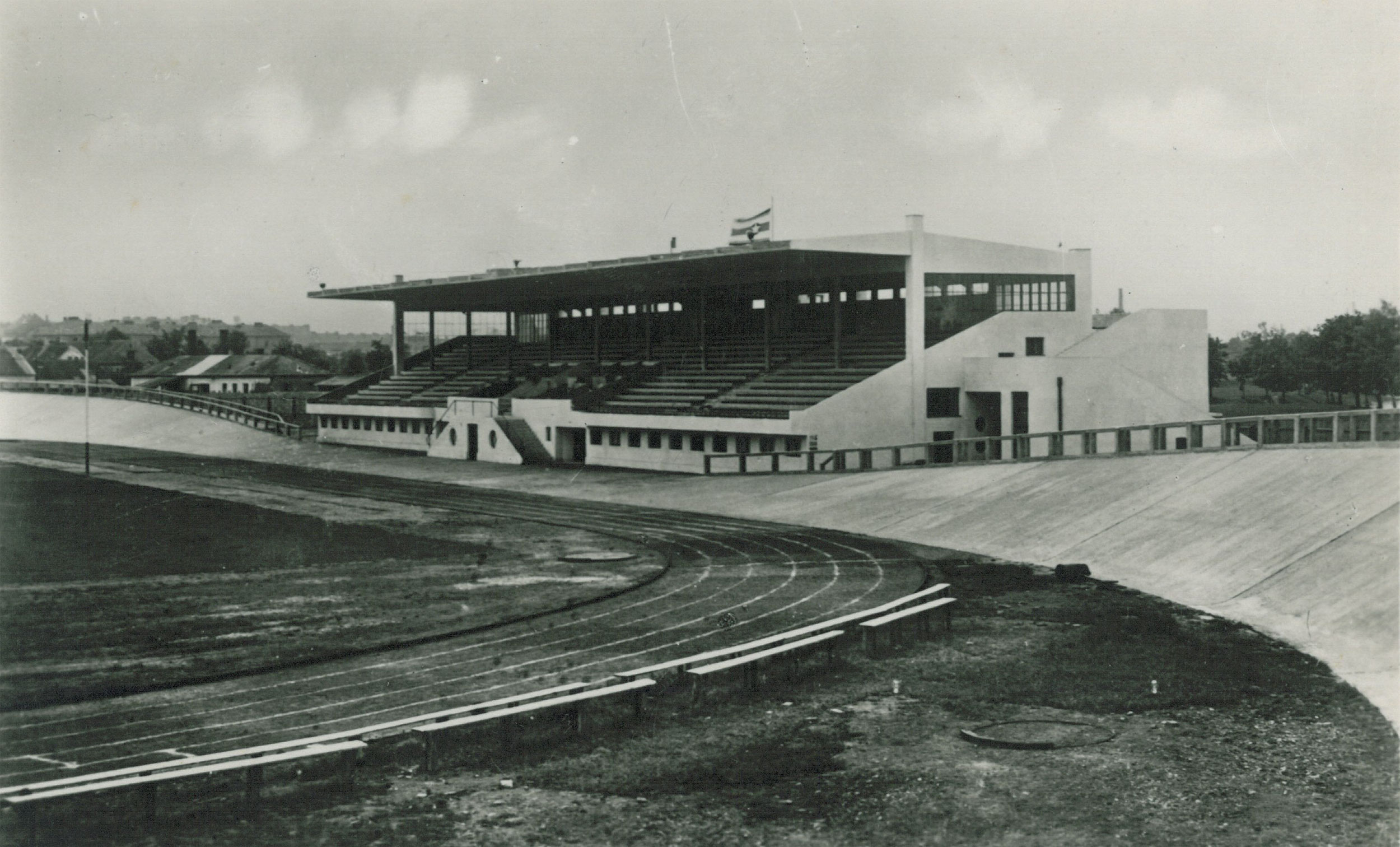
Die bis heute erhaltene Haupttribüne steht unter Denkmalschutz
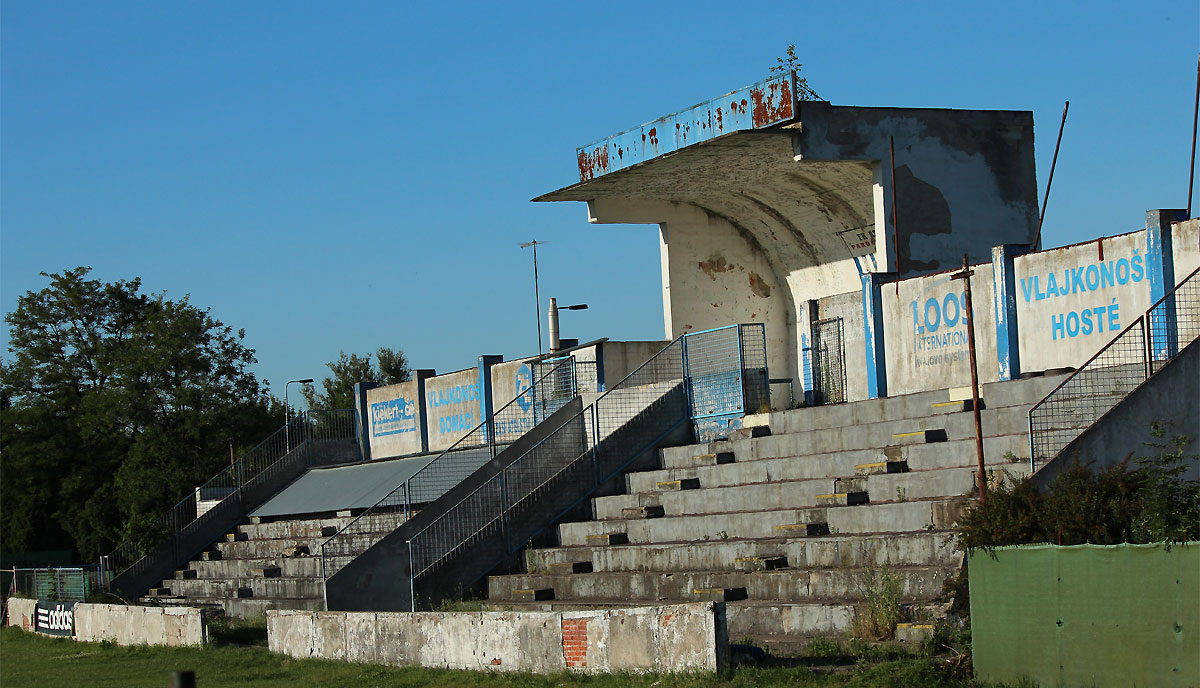
Die kleine Tribüne vor dem Neubau
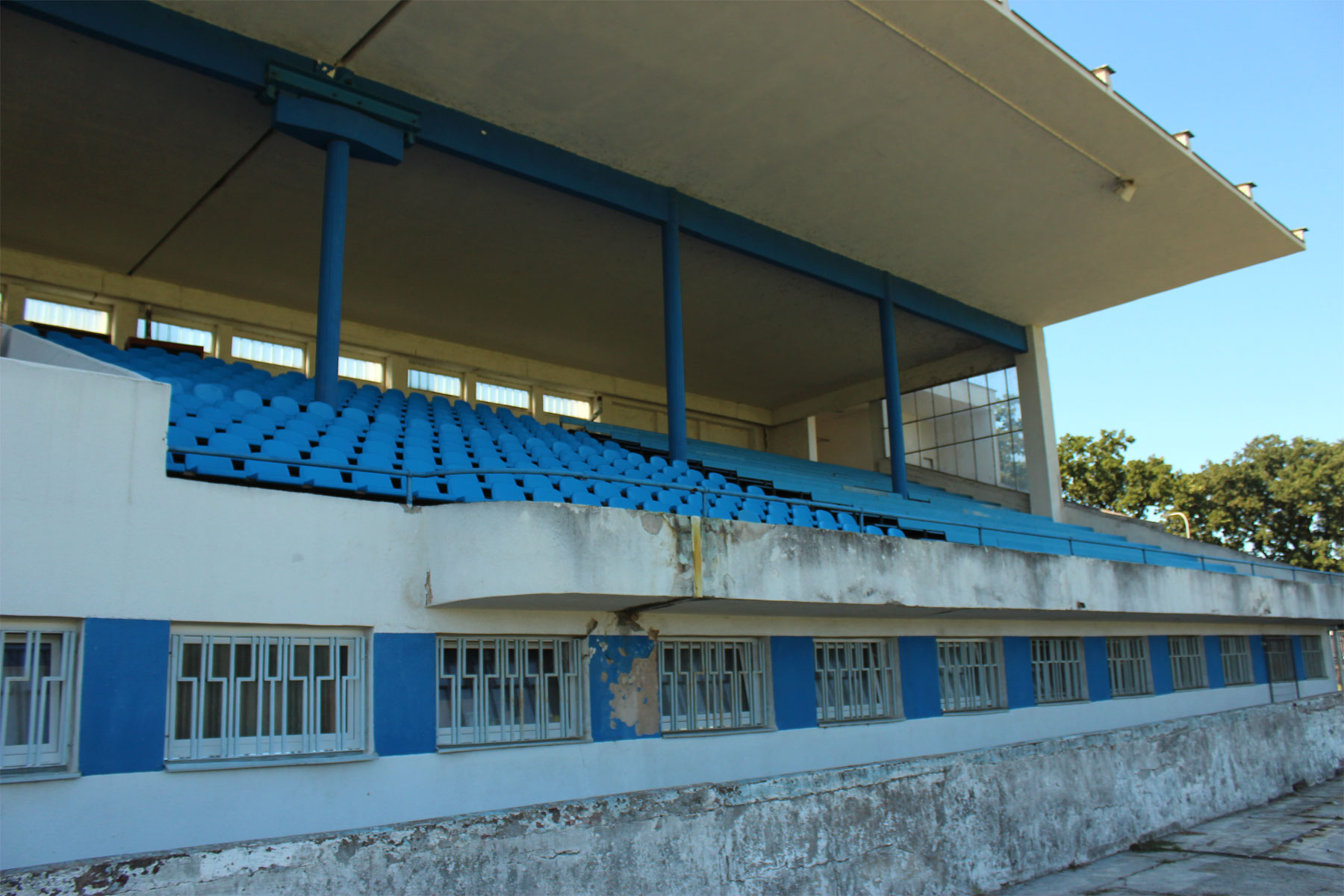
Nahaufnahme der Haupttribüne vor der Renovierung
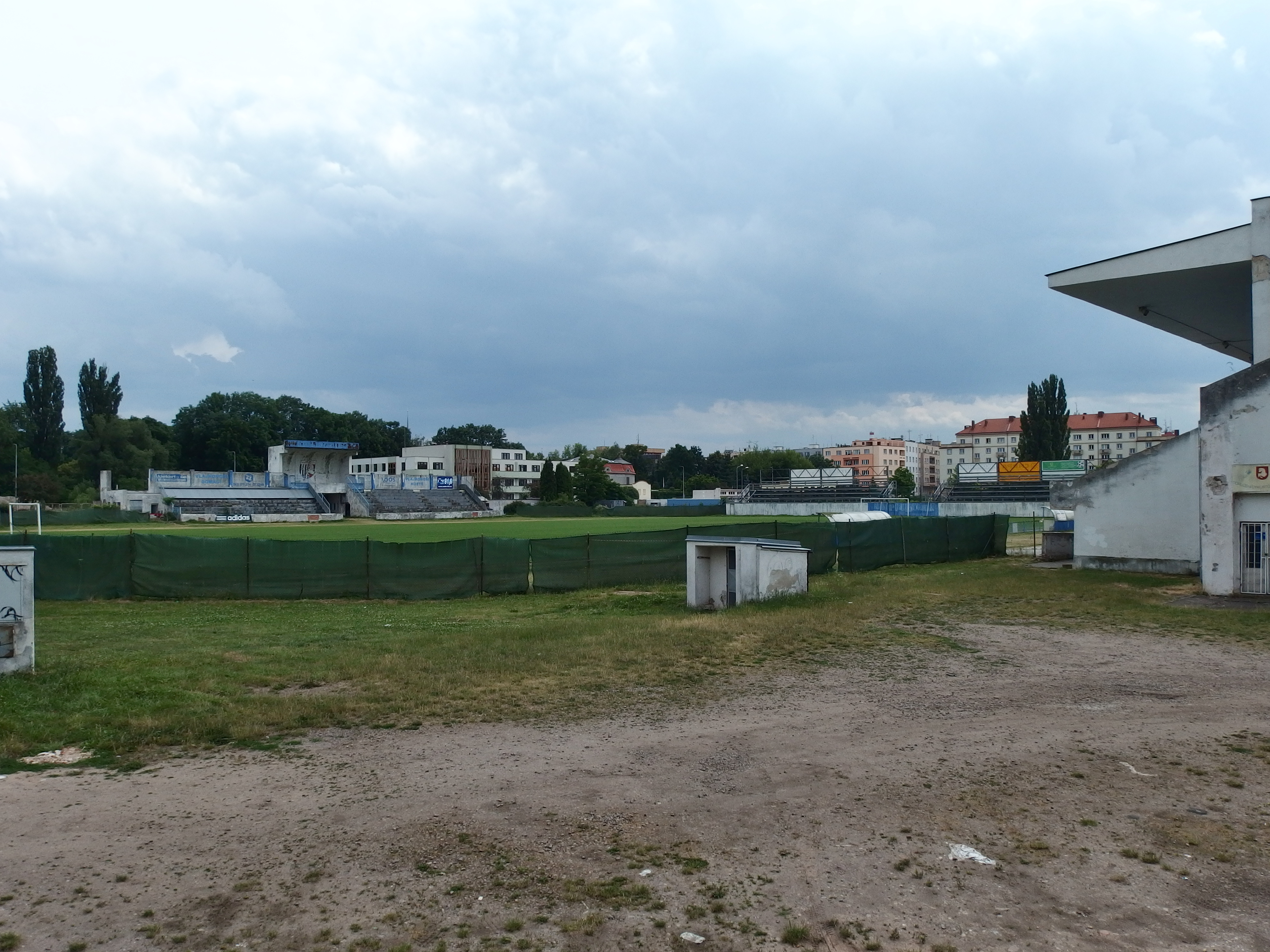
Blick in das alte Letní stadion